# Chiesa di San Vincenzo (Pantelleria)
 Spostare in bozza
La chiesa di San Vincenzo di Pantelleria è situata in contrada Kattibuale e realizzata tra il 1775 e il 1795. La chiesa è dedicata a San Vincenzo Ferreri che si festeggia il 5 Aprile.

## Descrizione
La sua architettura rappresenta un classico di chiesa rurale pantesca: mostra una unica navata terminante con una piccola abside, muratura in pietra lavica locale, copertura con volta a botte e tetto a capanna. La struttura è in muratura continua portante murata a cassa, quasi sempre squadrata nei cantonali e informe in tutta la parte restante.
La coperta è a volta di tipo pantesco il cui estradosso è impermeabilizzato con battuto di lapillo vulcanico (in dialetto tuffu) impastato con calce, posato su uno strato di terra costipata e compresso tramite battitura con mazzuole in legno. All'interno il pavimento è composto da mattoni maiolicati.
Sopra l'altare vi è una grande tela raffigurante il Santo con la Madonna Addolorata e il Cristo deposto dipinta dai cosiddetti santari, cioè pittori di santi. Dall'abside, attraverso un arco e alcuni scalini si accede ad una piccola sacrestia laterale.
La chiesa subì molti danneggiamenti nell'arco del 1900, fu risistemata e riaperta al culto nell'aprile del 1940.
A giugno dello stesso anno fu sequestrata dai soldati della prima guerra mondiale e usata come deposito.